# Dzsargalant járás (Bajanhongor)
Dzsargalant járás (mongol nyelven: Жаргалант сум) Mongólia Bajanhongor tartományának egyik járása. Területe 4174 km². Népessége kb. 4800 fő.
Székhelye Dzsargalant (Жаргалант), mely 163 km-re északnyugatra fekszik Bajanhongor tartományi székhelytől.